# Royal Liverpool Golf Club

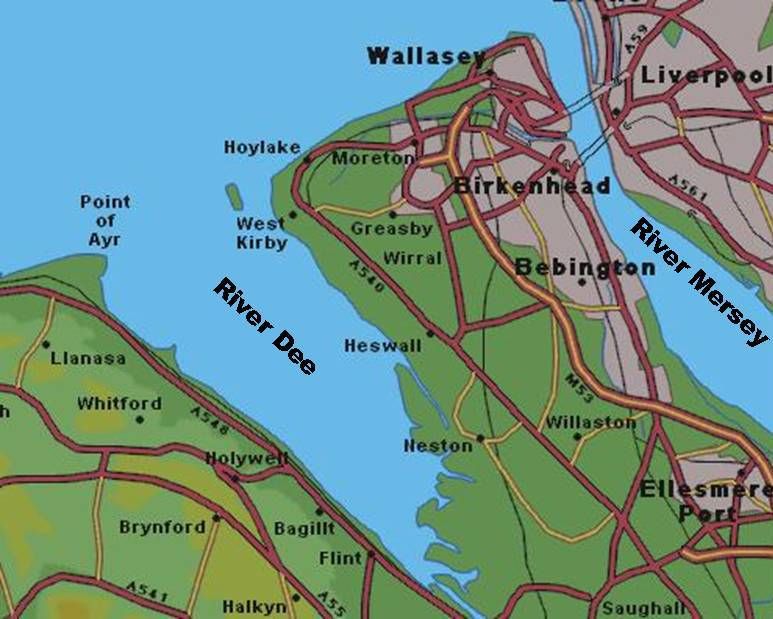
Kaart van Wirral

Royal Liverpool Golf Club is de een na oudste golfclub in Engeland. De club wordt ook Hoylake genoemd, naar de gemeente waar de baan ligt.
Hoylake ligt ten westen van Birkenhead, aan de Ierse Zee op de westelijke punt van het schiereiland Wirral.

## De baan
George Morris, broer van Old Tom Morris, heeft Hoylake in 1869 aangelegd op een terrein dat daarvoor van de Liverpool Hunt Club was. Zeven jaar lang werd het gebied dubbel gebruikt, door ruiters en golfers.
In 1871 werd de baan uitgebreid naar 18 holes en verleende hun beschermheer The Duke of Connaught hun het koninklijk predicaat. De oudste baan van Engeland is Westward Ho (1864) in Devon.

## Toernooien

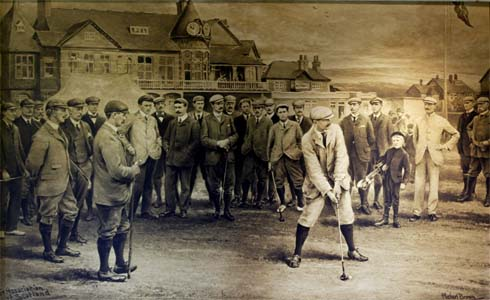
Interland 1902

De club heeft twee amateurtoernooien, die later beroemd zijn geworden, ten doop gehouden:
- In 1885 werd het eerste Brits Amateur gespeeld. Allen MacFie wint.
- In 1902 werd de eerste interland gespeeld, Engeland versus Schotland, nu bekend als de Home Internationals.

#### Home Internationals
Hierbij wordt door een Engels team gespeeld tegen een teams van Ierse, Schotse en Welsh spelers. Het werd later weer op Hoylake gespeeld in 1949 en 1993, en beide jaren door Engeland gewonnen. Gegevens tot 1932 ontbreken.

#### Brits Amateur
In 1885 wordt het eerste Brits Amateur georganiseerd. Het toernooi wordt nog steeds jaarlijks gespeeld. Na die eerste keer is het nog zeventien maal op Liverpool gespeeld.
| - 1885: Allen MacFie - 1887: Horace Hutchinson - 1890: John Ball - 1894: John Ball - 1898: Freddie Tait | - 1902: Charles Hutchings - 1906: James Robb - 1910: John Ball - 1921: Willie Hunter - 1927: William Tweddell | - 1933: Michael Scott - 1939: Alexander Kyle - 1953: Joe Carr - 1962: Richard Davies - 1969: Michael Bonallack | - 1975: Vinny Giles - 1995: Gordon Sherry - 2000: Mikko Ilonen |

#### Het Open
The Open Championship werd in 2014 voor de 12e keer op de Royal Liverpool Golf Club gehouden.

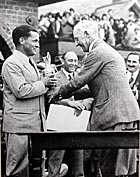
Bobby Jones
winnaar 1930

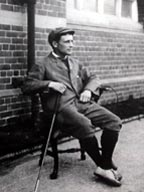
Harold Hilton
winnaar 1897

Winnaars op Hoylake:
| - 1897: Harold Hilton - 1902: Sandy Herd - 1907: Arnaud Massy - 1913: John Henry Taylor - 1924: Walter Hagen - 1930: Bobby Jones - 1936: Alf Padgham - 1947: Fred Daly - 1956: Peter Thomson - 1967: Roberto de Vincenzo | - 2006: Tiger Woods - 2014: Rory McIlroy |

#### Women's British Open
De Women's British Open werd in 2012 voor het eerst op Liverpool gespeeld. Het werd gewonnen door Jiyai Shin uit Zuid-Korea.

## Beroemde leden
- Joe Lloyd (1864).